# Aulonia
Aulonia C.L. Koch, 1847 è un genere di ragni appartenente alla famiglia Lycosidae.

## Distribuzione
Le 2 specie note di questo genere sono state reperite nella regione paleartica: la specie dall'areale più vasto è la A. albimana, rinvenuta in molteplici località dell'intera regione.

## Tassonomia
Non sono stati esaminati esemplari di questo genere dal 2015.
Attualmente, a dicembre 2016, si compone di 2 specie:
- Aulonia albimana (Walckenaer, 1805)[2] — Regione paleartica
- Aulonia kratochvili Dunin, Buchar & Absolon, 1986 — dalla Grecia all'Asia centrale, Israele, Iran

### Specie trasferite
- Aulonia luteonigra Mello-Leitão, 1945; trasferita al genere Agalenocosa Mello-Leitão, 1944[1].

### Sinonimi
- Aulonia werneri Roewer, 1960; posta in sinonimia con A. albimana a seguito di un lavoro dell'aracnologo Job (1968b)[1].

### Nomen dubium
- Aulonia bergi Holmberg, 1876; originariamente descritta come Lycosa bergii, venne trasferita in questo genere a seguito di un lavoro di Roewer (1955c). Gli esemplari sono stati reperiti in Argentina. A seguito di un lavoro di Capocasale (2001a), sono da ritenersi nomina dubia[1].
- Aulonia macrops Simon, 1898f; esemplari juvenili reperiti in Brasile, a seguito di un lavoro di Capocasale (2001a), sono da ritenersi nomina dubia[1].